# Trean (fotbollsserie)
Trean (Finska: Kolmonen) är den fjärde högsta fotbollsserien för herrar i Finland. Trean (Division 3) styrs  - i likhet med övriga lägre serier (Division 4 och neråt) - av Finlands Bollförbunds regionala distrikt. 
För närvarande (säsongen 2012) består Trean av 9 serier, som administreras av antingen en enskild distriktsorganisation eller genom samarbete mellan två närliggande distrikt. Vinnaren av varje serie avancerar direkt till Tvåan. Distriktsserierna har såväl ett oregelbundet antal lag som, följaktligen, ett oregelbundet antal matcher.

## Serier 2010

### HelsingforsochNyland(Helsinki ja Uusimaa)
Helsingfors och Nylands distrikts lag är delade i tre zoner med 12 lag i varje. Vinnaren i varje serie flyttas upp till Tvåan och de två sämsta lagen degraderas till Fyran.

#### Zon 1
| Nr  | Mest Använda Namn    | Stad                  | Officiellt Lagnamn                           | Upp/nerflyttningar från 2009 |
| --- | -------------------- | --------------------- | -------------------------------------------- | ---------------------------- |
| 1.  | EBK                  | Esbo                  | Esbo Bollklubb                               |                              |
| 2.  | EsPa                 | Esbo                  | Etelä-Espoon Pallo                           | Zon 2 2009                   |
| 3.  | FC HIK               | Hangö                 | FC Hangö Idrottsklubb                        |                              |
| 4.  | HPS                  | Helsingfors           | Helsingin Palloseura                         |                              |
| 5.  | KyIF FCK 1           | Kyrkslätt             | Kyrkslätt Idrottsförening / FC Kirkkonummi 1 |                              |
| 6.  | MasKi                | Masaby, Kyrkslätt     | Masalan Kisa                                 | Uppflyttade från Fyran       |
| 7.  | MPS / Atletico Malmi | Malm, Helsingfors     | Malmin Palloseura / Atletico Malmi           | Uppflyttade från Fyran       |
| 8.  | NuPS                 | Nummela, Vichtis      | Nummelan Palloseura                          |                              |
| 9.  | PPV                  | Pajamäki, Helsingfors | Pajamäen Pallo-Veikot                        | Zon 3 2009                   |
| 10. | Pöxyt                | Esbo                  | SexyPöxyt                                    | Zon 2 2009                   |
| 11. | SAPA                 | Helsingfors           | SAPA (Savannan Pallo)                        |                              |
| 12. | TiPS                 | Dickursby, Vanda      | Tikkurilan Palloseura                        | Uppflyttade från Fyran       |

#### Zon 2
| Nr  | Mest Använda Namn | Stad                  | Officiellt Lagnamn                      | Upp/nerflyttningar från 2009 |
| --- | ----------------- | --------------------- | --------------------------------------- | ---------------------------- |
| 1.  | Allianssi         | Vanda                 | Allianssi Vantaa                        | Zon 3 2009                   |
| 2.  | FC Espoo Akatemia | Esbo                  | FC Espoo / Akatemia                     |                              |
| 3.  | FC POHU           | Helsingfors           | FC Pohjois-Haagan Urheilijat            | Uppflyttade från Fyran       |
| 4.  | FC Viikingit Ed 2 | Nordsjö, Helsingfors  | FC Viikingit Edustus / 2                |                              |
| 5.  | HDS / Mondial     | Gumtäkt, Helsingfors  | Helsinki Diplomat Sports Club / Mondial | Uppflyttade från Fyran       |
| 6.  | HerTo             | Hertonäs, Helsingfors | Herttoniemen Toverit                    | Zon 3 2009                   |
| 7.  | MPS               | Malm, Helsingfors     | Malmin Palloseura                       |                              |
| 8.  | NJS               | Nurmijärvi            | Nurmijärven Jalkapalloseura             |                              |
| 9.  | Ponnistus         | Helsingfors           | Helsingin Ponnistus                     | Zon 1 2009                   |
| 10. | SibboV            | Sibbo                 | IF Sibbo-Vargarna                       | Uppflyttade från Fyran       |
| 11. | Spartak           | Helsingfors           | Spartak                                 | Zon 3 2009                   |
| 12. | VJS               | Vanda                 | Vantaan Jalkapalloseura                 | Zon 1 2009                   |

#### Zon 3
| Nr  | Mest Använda Namn | Stad                     | Officiellt Lagnamn    | Upp/nerflyttningar från 2009 |
| --- | ----------------- | ------------------------ | --------------------- | ---------------------------- |
| 1.  | FC Kontu          | Helsingfors              | FC Kontu              | Zon 2 2009                   |
| 2.  | HyPS              | Hyvinge                  | Hyvinkään Palloseura  | Degraderade från Tvåan       |
| 3.  | JäPS              | Träskända                | Järvenpään Palloseura |                              |
| 4.  | KOPSE             | Vanda                    | Korson Palloseura     |                              |
| 5.  | MaKu              | Helsingfors              | Marmiksen Kuula       | Zon 2 2009                   |
| 6.  | OPedot            | Orimattila               | Orimattilan Pedot     |                              |
| 7.  | PK-35             | Helsingfors              | Pallokerho-35         |                              |
| 8.  | PuiU              | Helsingfors              | Puistolan Urheilijat  | Zon 1 2009                   |
| 9.  | RIlves            | Riihimäki                | Riihimäen Ilves       | Uppflyttade från Fyran       |
| 10. | SalReipas         | Lahtis                   | Salpausselän Reipas   |                              |
| 11. | TuPS              | Tusby                    | Tuusulan Palloseura   | Zon 2 2009                   |
| 12. | Zenith            | Kvarnbäcken, Helsingfors | Zenith Myllypuro      | Uppflyttade från Fyran       |

### Sydöstra Finland(Kaakkois-Suomi)
Sydöstra Finlands distrikts lag spelar i en 12-lagsserie som spelas enligt typen med möte både hemma och borta. Vinnaren flyttas upp till Tvåan och de två sämsta lagen degraderas till Fyran.
| Nr  | Mest Använda Namn | Stad               | Officiellt Lagnamn             | Upp/nerflyttningar från 2009 |
| --- | ----------------- | ------------------ | ------------------------------ | ---------------------------- |
| 1.  | HaPK              | Fredrikshamn       | Haminan Pallo-Kissat           |                              |
| 2.  | IPS               | Imatra             | Imatran Palloseura             | Uppflyttade från Fyran       |
| 3.  | Jäntevä           | Kotka              | Kotkan Jäntevä                 | KTP/2 Uppflyttade från Fyran |
| 4.  | KoRe              | Kotka              | Kotkan Reipas                  |                              |
| 5.  | KTP               | Kotka              | Kotkan Työväen Palloilijat     | Degraderade från Tvåan       |
| 6.  | Kultsu FC         | Villmanstrand      | Kultsu FC (Joutsenon Kullervo) | Degraderade från Tvåan       |
| 7.  | MiKi              | S:t Michel         | Mikkelin Kissat                |                              |
| 8.  | SavU              | S:t Michel         | Savilahden Urheilijat          |                              |
| 9.  | SiU               | Simpele, Rautjärvi | Simpeleen Urheilijat           |                              |
| 10. | STPS              | Nyslott            | Savonlinnan Työväen Palloseura |                              |
| 11. | Sudet             | Kouvola            | Sudet                          |                              |
| 12. | TsV               | Taipalsaari        | Taipalsaaren Veikot            |                              |

VoPpK (Voikkaan Potkupallokerho), Voikkaa (Kouvola) - Avslutade sin verksamhet

### ÖstraochMellersta Finland(Itä- ja Keski-Suomi)
Östra och Mellersta Finlands distrikts lag spelar i en 12-lagsserie som spelas enligt typen med möte både hemma och borta. Vinnaren flyttas upp till Tvåan och de två sämsta lagen degraderas till Fyran.
| Nr  | Mest Använda Namn | Stad               | Officiellt Lagnamn           | Upp/nerflyttningar från 2009 |
| --- | ----------------- | ------------------ | ---------------------------- | ---------------------------- |
| 1.  | BET               | Jyväskylä          | Blue Eyes Team               |                              |
| 2.  | Huima             | Äänekoski          | Äänekosken Huima             |                              |
| 3.  | JIlves            | Jämsänkoski        | Jämsänkosken Ilves           |                              |
| 4.  | JIPPO 2           | Joensuu            | JIPPO / 2                    |                              |
| 5.  | JoPS              | Joensuu            | Joensuun Palloseura          |                              |
| 6.  | JPS               | Jyväskylä          | Jyväskylän Seudun Palloseura |                              |
| 7.  | KeuPa             | Keuru              | Keuruun Pallo                | Uppflyttade från Fyran       |
| 8.  | LehPa             | Lehmo, Kontiolax   | Lehmon Pallo -77             | Uppflyttade från Fyran       |
| 9.  | Pamaus            | Vihtavuori, Laukas | Vihtavuoren Pamaus           | Nytt lag                     |
| 10. | SC KuFu-98        | Kuopio             | Soccer Club Kuopio Futis-98  |                              |
| 11. | SiPS              | Siilinjärvi        | Siilinjärven Palloseura      | Uppflyttade från Fyran       |
| 12. | Zulimanit         | Kuopio             | Soccer Club Zulimanit        |                              |

### Norra Finland(Pohjois-Suomi)
Norra Finlands distrikts lag deltar i en 8-lagsserie där alla lag möter varandra tre gånger. Vinnaren flyttas upp till Tvåan och det sämsta laget degraderas till Fyran.
| Nr | Mest Använda Namn | Stad       | Officiellt Lagnamn        | Upp/nerflyttningar från 2009 |
| -- | ----------------- | ---------- | ------------------------- | ---------------------------- |
| 1. | AC Kajaani        | Kajana     | AC Kajaani                |                              |
| 2. | HauPa             | Haukipudas | Haukiputaan Pallo         |                              |
| 3. | OPS-juniorit      | Uleåborg   | Oulun Palloseura juniorit | Nytt lag                     |
| 4. | OuTa              | Uleåborg   | Oulun Tarmo               |                              |
| 5. | PS Kemi 2         | Kemi       | PS Kemi Kings             |                              |
| 6. | Spartak           | Kajana     | Spartak Kajaani           | Uppflyttade från Fyran       |
| 7. | Tervarit          | Uleåborg   | Tervarit                  |                              |
| 8. | ToTa              | Torneå     | Tornion Tarmo             | Uppflyttade från fyran       |

Dessa lag gav upp sin plats i Trean:
FC Muurola, Rovaniemi - Frivillig degradering till Fyran.

OLS, Uleåborg - Fokuserar på juniorlaget. Degraderade från Tvåan. 

OLS A, , Uleåborg - Fokuserar på juniorlaget.

### Mellersta ÖsterbottenochVasa(Keski-Pohjanmaa ja Vaasa)
Mellersta Österbottens och Vasas distrikts lag spelar i en 13-lagsserie som spelas enligt typen med möte både hemma och borta. Vinnaren flyttas upp till Tvåan. De tre sämsta lagen degraderas till Fyran.  
| Nr  | Mest Använda Namn | Stad             | Officiellt Lagnamn                     | Upp/nerflyttningar från 2009 |
| --- | ----------------- | ---------------- | -------------------------------------- | ---------------------------- |
| 1.  | FC KOMU           | Korsholm         | FC KOMU (FC Korsholm Mustasaari)       |                              |
| 2.  | IFK Jakobstad     | Jakobstad        | Idrottsföreningen Kamraterna Jakobstad | Uppflyttade från fyran       |
| 3.  | IK                | Ilmola           | Ilmajoen Kisailijat                    |                              |
| 4.  | Karhu             | Kauhajoki        | Kauhajoen Karhu                        |                              |
| 5.  | Kraft             | Närpes           | Närpes Kraft Fotbollsförening          | Degraderade från Tvåan       |
| 6.  | NIK               | Nykarleby        | Nykarleby Idrottsklubb                 |                              |
| 7.  | Norrvalla FF      | Vörå-Maxmo       | Norrvalla Fotbollsförening             | Degraderade från tvåan       |
| 8.  | Reima             | Karleby          | Ykspihlajan Reima                      |                              |
| 9.  | SIF               | Sundom, Vasa     | Sundom Idrottsförening                 | Uppflyttade från Fyran       |
| 10. | Sporting          | Kristinestad     | Sporting Kristina                      |                              |
| 11. | TUS               | Terjärv, Kronoby | Terjärv Ungdoms Sportklubb             |                              |
| 12. | Virkiä            | Lappo            | Lapuan Virkiä                          | Degraderade från Tvåan       |
| 13. | VPS-j             | Vasa             | Vaasan Palloseuran Juniorit            |                              |

### Satakunda(Satakunta)
Satakundas distrikts lag spelar i en 10-lagsserie som spelas enligt typen med möte både hemma och borta. Zon-vinnaren spelar ett hemma-och-bortamöte mot vinnaren från Tammerfors distrikt för att avgöra vilket lag som blir uppflyttade till Tvåan. Inget lag degraderas.
| Nr  | Mest Använda Namn | Stad       | Officiellt Lagnamn          | Upp/nerflyttningar från 2009 |
| --- | ----------------- | ---------- | --------------------------- | ---------------------------- |
| 1.  | EuPa              | Eura       | Euran Pallo                 |                              |
| 2.  | FC Jazz-J2        | Björneborg | FC Jazz / J2                |                              |
| 3.  | FC Rauma          | Raumo      | FC Rauma                    |                              |
| 4.  | FC Ulvila         | Ulvsby     | FC Ulvila                   |                              |
| 5.  | LuVe              | Luvia      | Luvian Veto                 | Uppflyttade från fyran       |
| 6.  | MuSa 2            | Björneborg | Musan Salama / 2            | Uppflyttade från Fyran       |
| 7.  | Nasta             | Nakkila    | Nakkilan Nasta              |                              |
| 8.  | P-Iirot 2         | Raumo      | Pallo-Iirot / 2             |                              |
| 9.  | PiTU              | Björneborg | Pihlavan Työväen Urheilijat |                              |
| 10. | TOVE              | Björneborg | Toejoen Veikot              |                              |

### Tammerfors(Tampere)
Tammerfors distrikts lag deltar i en 14-lagsserie som spelas enligt typen med möte både på hemmaplan och bortaplan. Zon-vinnaren spelar ett hemma-och-borta möte mot vinnaren från Satakunda distrikt för att avgöra vilket lag som blir uppflyttade till Tvåan. De två sämsta lagen degraderas till Fyran.
| Nr  | Mest Använda Namn | Stad                  | Officiellt Lagnamn               | Upp/nerflyttningar från 2009    |
| --- | ----------------- | --------------------- | -------------------------------- | ------------------------------- |
| 1.  | FC Tigers         | Tammerfors            | FC Tampere / FC Tigers           |                                 |
| 2.  | FJK               | Forssa                | Forssan Jalkapalloklubi          |                                 |
| 3.  | Härmä             | Tavastehus            | Hämeenlinnan Härmä               |                                 |
| 4.  | I-Kissat          | Tammerfors            | Tampereen Ilves-Kissat           |                                 |
| 5.  | Koskenpojat       | Valkeakoski           | Football Club Haka / Koskenpojat | Valkeakosken Koskenpojat (VaKP) |
| 6.  | NoPS              | Nokia                 | Nokian Palloseura                |                                 |
| 7.  | Pato              | Tervakoski, Janakkala | Tervakosken Pato                 |                                 |
| 8.  | Pirkkala JK       | Birkala               | Pirkkalan Jalkapalloklubi        | Degraderade från Tvåan          |
| 9.  | PP-70             | Tammerfors            | Tampereen Peli-Pojat-70          | Degraderade från Tvåan          |
| 10. | PS-44             | Valkeakoski           | Pallo-Sepot -44                  |                                 |
| 11. | TKT               | Tammerfors            | Tampereen Kisatoverit            |                                 |
| 12. | TP-49             | Toijala, Ackas        | Toijalan Pallo-49                |                                 |
| 13. | TP-T              | Tammerfors            | Tampereen Peli-Toverit           | Uppflyttade från Fyran          |
| 14. | TPV 2             | Tammerfors            | Tampereen Pallo-Veikot / 2       | Uppflyttade från Fyran          |

### ÅboochÅland(Turku ja Ahvenanmaa)
Åbos och Ålands distrikts lag deltar i en 12-lagsserie som spelas enligt typen med möte på både hemmaplan och bortaplan. Vinnaren flyttas upp till Tvåan och de två sämsta lagen degraderas till Fyran.
| Nr  | Mest Använda Namn | Stad              | Officiellt Lagnamn            | Upp/nerflyttningar från 2009 |
| --- | ----------------- | ----------------- | ----------------------------- | ---------------------------- |
| 1.  | FC Boda           | Kimitoön          | FC Boda                       |                              |
| 2.  | FC Inter 2        | Åbo               | FC Inter Turku / 2            | Uppflyttade från Fyran       |
| 3.  | HammIK            | Hammarland, Åland | Hammarlands Idrottsklubb      | Uppflyttade från Fyran       |
| 4.  | JyTy              | Åbo               | Jyrkkälän Tykit               |                              |
| 5.  | Lieto             | Lundo             | Liedon Pallo                  |                              |
| 6.  | LTU               | Littois, Lundo    | Littoisten Työväen Urheilijat |                              |
| 7.  | MaPS,             | Masku             | Maskun Palloseura             |                              |
| 8.  | PIF               | Pargas            | Pargas Idrottsförening        |                              |
| 9.  | SIFFK             | Sund, Åland       | Sunds IF                      |                              |
| 10. | TPK               | Åbo               | Turun Pallokerho              |                              |
| 11. | TuTo              | Åbo               | Turun Toverit                 |                              |
| 12. | Wilpas            | Salo              | Salon Vilpas                  |                              |